# 동행명령제도
동행명령제도란 국정감사나 국정조사를 위한 위원회는 증인이 정당한 이유없이 출석하지 아니한 때에는 의결로써 해당 증인에 대하여 지정한 장소까지 동행할 것을 명령할 수 있는 제도를 말한다.

## 조문
국회에서의 증언․감정등에 관한 법률  제6조 (증인에 대한 동행명령)
① 국정감사나 국정조사를 위한 위원회는 증인이 정당한 이유없이 출석하지 아니하는 때에는 그 의결로 해당 증인에 대하여 지정한 장소까지 동행할 것을 명령할 수 있다.
② 제1항의 동행명령을 함에는 위원회의 위원장이 동행명령장을 발부한다.
③ 제2항의 동행명령장에는 해당 증인의 성명·주거, 동행명령을 하는 이유, 동행할 장소, 발부연월일, 그 유효기간과 그 기간을 경과하면 집행하지 못하며 동행명령장을 반환하여야 한다는 취지와 동행명령을 받고 거부하면 처벌된다는 취지를 기재하고 위원장이 서명·날인하여야 한다. 해당 증인의 성명이 분명하지 아니하는 때에는 인상·체격 기타 해당 증인을 특정할 수 있는 사항으로 표시할 수 있으며 주거가 분명하지 아니한 때에는 주거기재를 생략할 수 있다.
④ 동행명령장의 집행은 동행명령장을 해당 증인에게 제시함으로써 한다.
⑤ 동행명령장은 국회사무처 소속공무원으로 하여금 이를 집행하도록 한다.

## 판례

### 지방의회의장이 발부하여 증인을 일정장소에 구인하는 조례안은 무효
지방의회에서의 사무감사·조사를 위한 증인의 동행명령장제도도 증인의 신체의 자유를 억압하여 일정 장소로 인치하는 것으로서 헌법 제12조 제3항의 "체포 또는 구속“에 준하는 사태로 보아야 하고, 거기에 현행범 체포와 같이 사후에 영장을 발부받지 아니하면 목적을 달성할 수 없는 긴박성이 있다고 인정할 수는 없으므로, 헌법 제12조 제3항에 의하여 법관이 발부한 영장의제시가 있어야 함에도 불구하고 동행명령장을 법관이 아닌 지방의회 의장이 발부하고 이에 기하여 증인의 신체의 자유를 침해하여 증인을 일정 장소에 인치하도록 규정된 조례안은 영장주의원칙을 규정한 헌법 제12조 제3항에 위반된 것이다.